# Щатски долар
Вижте пояснителната страница за други значения на Долар.
Щатският долар (на английски: United States dollar), наричан също американски долар, е официалната парична единица в Съединените американски щати и основната световна резервна валута.
Паричното обращение се контролира от банковата система на Федералния резерв. Най-често използваният символ за щатския долар е знакът „$“. Кодът на щатския долар в стандарта ISO 4217 е USD и цифров код 840, а Международният валутен фонд използва и US$.
През 1995 г. над 380 млрд. долара са в употреба, като 2/3 от тях се намират извън САЩ. През април 2004 г. доларите в употреба са близо 700 млрд., като отново приблизително 50 – 65% са извън границите на САЩ.

## История
Доларът се въвежда като парична единица в САЩ на 2 април 1792 г. с т.нар. Coinage Act, в превод Закон за сеченето, приет от Конгреса на САЩ. С този законодателен акт се установява биметален стандарт за долара, който се равнява на определено количество злато или сребро. Въвежда се за първи път десетичната система за подразделенията на паричната единица, като 1 долар е равен на 100 цента.
Законът разрешава производството на следните монети:
| Eagles           | $10    | 247 4/8 грана (16.0 g) чисто или 270 грана (17.5 g) стандартно злато     |
| Half Eagles      | $5     | 123 6/8 грана (8.02 g) чисто или 135 грана (8.75 g) стандартно злато     |
| Quarter Eagles   | $2.50  | 61 7/8 грана (4.01 g) чисто или 67 4/8 грана (4.37 g) стандартно злато   |
| Dollars or Units | $1     | 371 4/16 грана (24.1 g) чисто или 416 грана (27.0 g) стандартно сребро   |
| Half Dollars     | $0.50  | 185 10/16 грана (12.0 g) чисто или 208 грана (13.5 g) стандартно сребро  |
| Quarter Dollars  | $0.25  | 92 13/16 грана (6.01 g) чисто или 104 грана (6.74 g) стандартно сребро   |
| Dismes           | $0.10  | 37 2/16 грана (2.41 g) чисто или 41 3/5 грана (2.70 g) стандартно сребро |
| Half Dismes      | $0.05  | 18 9/16 грана (1.20 g) чисто или 20 4/5 грана (1.35 g) стандартно сребро |
| Cents            | $0.01  | 11 pennyweights (17.1 g) мед                                             |
| Half Cents       | $0.005 | 5 1/2 pennyweights (8.55 g) мед                                          |
| Milles           | $0.001 | 1.1 pennyweights (1.7 g) мед                                             |

През 1900 г. САЩ изоставят биметалния стандарт и преминават към златен стандарт, като долара е изцяло обезпечен със злато и се равнява на 23,22 грана (1,505 g) злато (1 тройунция злато = $20,67). Поради постоянната девалвация на долара САЩ се отказват от златния стандарт през 1933 г., и валутата става свободно конвертируема. Намалява се значително златното покритие, като 1 долар се равнява на 13,71 грана (0,888 g) злато (1 тройунция злато = $35). Този стандарт просъществува до 1968 г.

### Златно-доларов стандарт
След Втората световна война с цел стабилизация на международната валутна система, е прието Бретън-Уудското споразумение през 1944 г., според което щатският долар става световна валута заедно със златото. През 1971 г., САЩ окончателно преустановява използването на златния стандарт и премахва обезпечението на валутата.

## Банкноти и монети

### Монети
Монетите в САЩ се секат от 1792 година от Монетния двор на САЩ. Освен тези в обращение се секат също паметни, юбилейни и инвестиционни монети.
Една от най-скъпите монети в света е златна монета с номинал от 20 долара, проектирана от скулптора Сен Годен, която е в обращение от 1907 до 1933 година. По решение на Франклин Рузвелт монетите са претопени поради отказа на САЩ от златния стандарт след Великата депресия. Единствената оцеляла монета е продадена на търг през 2002 г. за $7 590 020,00.
До началото на 20 век на монетите не фигурират лицата на американските президенти, а персонажи от гръцката и римската митология. Последните, на които е променен дизайна са дайм и долар, съответно през 1946 и 1971 година.
| Номинал            | Аверс          | Реверс          | Изображение аверс                                         | Изображение реверс                                        | Тегло   | Диаметър | Ширина  | Материал                         | Страничен ръб (гурт)              | Въведени |
| ------------------ | -------------- | --------------- | --------------------------------------------------------- | --------------------------------------------------------- | ------- | -------- | ------- | -------------------------------- | --------------------------------- | -------- |
| 1 Cent „Penny“     | 1 цент аверс   | 1 цент реверс   | Ейбрахам Линкълн                                          | до 2008 Линкълн Мемориал 2009 различни мотиви от 2010 щит | 2,50 g  | 19,05 mm | 1,55 mm | 97,5 % Zn 2,5 % Cu               | гладък гурт                       | 1793     |
| 5 Cents „Nickel“   |                | 5 цента реверс  | Томас Джеферсън                                           | Монтичело 2004/05 различни мотиви                         | 5,00 g  | 21,21 mm | 1,95 mm | 75 % Cu 25 % Ni                  | гладък гурт                       | 1938     |
| 10 Cents „Dime“    | 10 цента аверс | 10 цента реверс | Франклин Рузвелт                                          | Маслинова клонка, факел, дъбова клонка                    | 2,27 g  | 17,91 mm | 1,35 mm | 91,67 % Cu 8,33 % Ni             | назъбен гурт                      | 1796     |
| 25 Cents „Quarter“ | 25 цента аверс | 25 цента реверс | Джордж Вашингтон                                          | до 1998 Белоглав орел от 1999 различни мотиви             | 5,67 g  | 24,26 mm | 1,75 mm | 91,67 % Cu 8,33 % Ni             | назъбен гурт                      | 1796     |
| 50 Cents „Half“    | 50 цента аверс | 50 цента реверс | Джон Кенеди                                               | Печат на президента                                       | 11,34 g | 30,61 mm | 2,15 mm | 91,67 % Cu 8,33 % Ni             | назъбен гурт                      | 1794     |
| 1 Dollar           |                | 1 долар реверс  | Сакагавея                                                 | до 2008 летящ белоглав орел от 2009 различни мотиви       | 8,10 g  | 26,50 mm | 2,00 mm | 88,5 % Cu 6 % Zn 3,5 % Mn 2 % Ni | гладък гурт от 2009 надпис        | 2000     |
| 1 Dollar           | 1 долар аверс  | 1 долар реверс  | Президенти на Съединените американски щати (Серия монети) | Статуя на Свободата                                       | 8,10 g  | 26,50 mm | 2,00 mm | 88,5 % Cu 6 % Zn 3,5 % Mn 2 % Ni | надпис „United States of America“ | 2007     |

### Банкноти
Първите банкноти, отпечатани от Федералния резерв на САЩ, са от 1914 година с номинали от $5, $10, $20, $50, $100 и с размер 189 × 79 mm. През 1928 г. за оптимизиране на разходите банкнотите са намалени до съвременния размер. Размерите на американските банкноти, независимо от номинала, не се различават и са 155,81 mm дължина 66,42 mm ширина. Основният дизайн на мнозинството е утвърден през 1928 г. На еднодоларовата банкнота е изобразен белоглав орел с 13 пера, стискащ в единия крак клонка с 13 листа, а в другия 13 стрели. Числото 13 символизира 13-те колонии, основатели на съюза. На лицевата страна на всяка от банкнотите в центъра (на по-старите банкноти) или изместен вляво (на по-новите) има портет на някои президенти на САЩ или други важни исторически личности.
Понастоящем банкнотата с най-голям номинал е 100-доларовата. Съществуват и по-големи, но са изтеглени от обращение.
| Номинал | Лице | Гръб | Изобразена личност  |
| --- | ---- | ---- | ------------------- |
| 1 долар |      |      | Джордж Вашингтон    |
| 2 долара |      |      | Томас Джеферсън     |
| 5 долара |      |      | Ейбрахам Линкълн    |
| 10 долара |      |      | Александър Хамилтън |
| 20 долара |      |      | Андрю Джаксън       |
| 50 долара |      |      | Юлисис Грант        |
| 100 долара |      |      | Бенджамин Франклин  |
| Отпечатани са за последен път през 1945 г.; изтеглени от обращение през 1969 г., но все още са законно платежно средство |      |      |                     |
| 500 долара |      |      | Уилям Маккинли      |
| 1000 долара |      |      | Гроувър Кливланд    |
| 5000 долара |      |      | Джеймс Мадисън      |
| 10 000 долара |      |      | Салмън Чейс         |
| Не са в обращение, използвали са се за вътрешни разчети на Федералния резерв                                             |      |      |                     |
| 100 000 долара |      |      | Удроу Уилсън        |